# Leonhard Lemmens

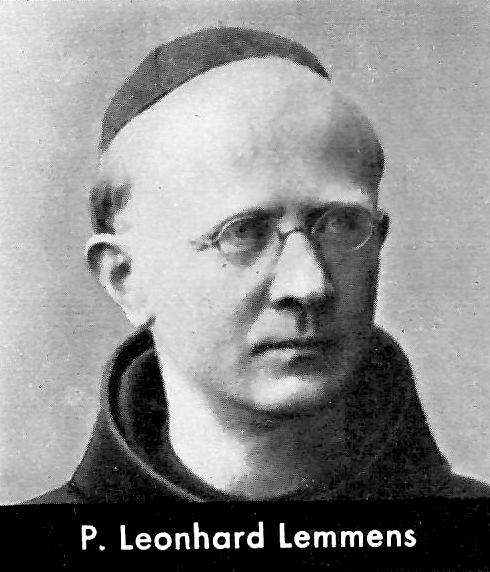
P[ater] Leonhard Lemmens

Leonhard Lemmens, OFM (* 19. November 1864 als Vincenz Lemmens in Bocket bei Heinsberg; † 10. Februar 1929 in Rom) war ein Franziskaner der Sächsischen Franziskanerprovinz und Kirchenhistoriker, der zahlreiche Schriften zur Geschichte des Franziskanerordens veröffentlichte.

## Lehrtätigkeit
Leonhard Lemmens wirkte von 1888 bis 1899 als Lektor der Humaniora, der Philosophie und Kirchengeschichte in der Thüringischen Franziskanerprovinz und von 1901 bis 1903 als Lektor für Kirchengeschichte an der franziskanischen Ordenshochschule Collegium Sancti Antonii Patavini in Urbe (Antonianum) in Rom, anschließend war er als Nachfolger von Ignatius Jeiler bis 1907 Präfekt (Leiter) am Ordensstudium St. Bonaventura in Quaracchi bei Florenz. Ab 1912 unterrichtete er einige Jahre am Priesterseminar in Nepi in Latium, wo mit Bernhard Döbbing ein Franziskaner der Sächsischen Provinz Bischof war und die Provinz um Unterstützung gebeten hatte. Nach mehreren Studienaufenthalten im Heiligen Land war er ab 1921 als Archivar des Ordens tätig. Von 1924 bis 1929 lehrte er am Antonianum in Rom Missionsgeschichte.

## Forschungen und Veröffentlichungen
Lemmens veröffentlichte zahlreiche Arbeiten zur Geschichte der Franziskaner-Mission und forschte in enger Abstimmung mit Patricius Schlager zur Geschichte der Franziskaner-Provinzen, so ab 1896 über die Provinz Dacia im westlichen Ostseeraum; er reiste nach Berlin, Königsberg, Riga, Petersburg und Stockholm und veröffentlichte 1912 eine Arbeit über die Kustodien Livland und Preußen. Er edierte bedeutende Quellenschriften der Ordensgeschichte; 1904 war Lemmens beteiligt an der Herausgabe der Opuscula sancti patris Francisci Assisiensis durch die Patres des Kollegs St. Bonaventura. Sein Versuch, eine ordensgeschichtliche Vierteljahresschrift Franziskanerstudien als Publikationsorgan für interessierte Mitbrüder der Sächsischen und Thüringischen Provinz ins Leben zu rufen, scheiterte 1909, weil seitens der angesprochenen Franziskaner kein Bedarf gesehen wurde.

## Ehrung
Leonhard Lemmens erhielt 1909 wegen seiner zahlreichen Veröffentlichungen die Ehrendoktorwürde der Westfälischen Wilhelms-Universität Münster.

## Schriften (Auswahl)
- Niedersächsische Franziskanerklöster im Mittelalter. Beitrag zur Kirchen- und Kulturgeschichte, Hildesheim 1896
- Das Kloster der Benediktinerinnen ad sanctam Mariam zu Fulda in seiner geschichtlichen Entwicklung, Fulda 1898
- Aus der Werdezeit der thüringischen Franziskaner-Provinz, Frauenberg-Fulda, 1899
- Pater Augustin von Alfeld († um 1532): ein Franziskaner aus den ersten Jahren der Glaubensspaltung in Deutschland, Freiburg i. Br. 1899
- Zur Biographie der hl. Elisabeth. In: Mitteilungen des historischen Vereins der Diözese Fulde. Band 4, 1901.
- als Hrsg.: Documenta antiqua Franciscana. 3 Bände. Quaracchi 1901–1902.
- Vitae tres S. patris Francisci saeculo XIII compositae éditae, Quaracchi 1901, als Herausgeber
- Extractiones de legenda antiqua (beati Francisci), Quaracchi 1902
- Aus ungedruckten Franziskanerbriefen des XVI. Jahrhunderts, Münster 1911
- Urkundenbuch der alten sächsischen Franziskanerprovinzen.

1. Band: Die Observantenkustodie Livland und Preußen, Düsseldorf 1912
2. Band: Die Kustodie Preussen, Düsseldorf, 1912 Digitalisat kbpc (beschränkt zugänglich)

- Die Heidenmission des Spätmittelalters, Münster i. W. 1919 (Digitalisat)
- Die Franziskaner-Missionen der Gegenwart, Düsseldorf 1924
- Die Franziskaner im Hl. Lande. 1. Teil: Die Franziskaner auf dem Sion (1335-1552) (= Franziskanische Studien, 4. Beiheft), 2. vermehrte Auflage, Münster 1925, Digitalisat Archive.org
- Geschichte der Franziskanermissionen, Münster i. W. 1929 (teilweise wurde Text von der Zensur entfernt)[6]